# Phiala occidentalis
Phiala occidentalis is een vlinder uit de familie van de Eupterotidae. De wetenschappelijke naam van de soort is voor het eerst voorgesteld door Thierry Bouyer in een publicatie uit 2012.
De soort komt voor in Guinee.